# Valdició
Valdició es una localidad española del municipio de Soba, perteneciente a la comunidad autónoma de Cantabria.

## Toponimia
La localidad puede aparecer referida como «Valdició» y «Valdicia».

## Geografía
La localidad está situada en un valle de montaña que vierte sus aguas al río Miera, a 682 m s. n. m. y a una distancia de 43,8 kilómetros por carretera de Santander, la capital autonómica, y de 40,7 de la capital municipal, Veguilla. En sus proximidades se encuentra un destacado bosque de hayas conocido como Hayal de la Fernosa.

## Historia
Hacia mediados del siglo XIX, el lugar, ya por entonces perteneciente a Soba, tenía contabilizada una población de 340 habitantes. Aparece descrito en el decimoquinto volumen del Diccionario geográfico-estadístico-histórico de España y sus posesiones de Ultramar de Pascual Madoz con las siguientes palabras:

VALDICIA: l. en la prov. y dióc. de Santander, part. jud. de Ramales, aud. terr. y c. g. de Búrgos, ayunt. del Valle de Soba: sit. en la parte mas occidental de dicho valle, entre ásperas montañas y sobre un terreno quebradísimo; su clima es frio pero sano. Tiene 80 casas, distribuidas en dos barrios sin órden ni regularidad; escuela de primeras letras frecuentada por 50 niños, que satisfacen al maestro una módica retribucion; igl. parr. (Ntra. Sra. de los Barrios) servida por un cura de ascenso y presentacion de los vec. del pueblo, y un coadjutor; y buenas aguas potables. Confina con San Roque, puerto de Lunada, y barrios de su mismo nombre, correspondientes á los valles de Ruesga y Arredondo. El terreno es poco productivo, sin que se coja mas que yerba con que crian algunas cabezas de ganado. ind.: los moradores, como pasiegos y hab. en uno de los pueblos mas míseros de la montaña, se dedican á la grangeria y contrabando. pobl.: 80 vec., 340 alm. contr.: con el ayuntamiento.
(Madoz, 1849, p. 298)

## Demografía
El poblamiento es netamente disperso, característico de la comarca pasiega.[cita requerida] En 2023, la entidad singular de población tenía empadronados 78 habitantes y el núcleo de población, también 78.